# Die Wollnys – Eine schrecklich große Familie
Die Wollnys – Eine schrecklich große Familie ist eine von RTL II ausgestrahlte Doku-Soap.

## Inhalt
Die Sendung begleitet den Alltag der Neusser Großfamilie Wollny – bestehend aus Mutter Silvia, Vater Dieter (Staffel 1–4) und den acht Kindern Sylvana, Sarafina, Jeremy-Pascal (1–4), Sarah-Jane, Lavinia, Calantha (1–15), Estefania und Loredana. Zehn Kinder sind in Neuss geboren, das elfte in Grevenbroich. Drei Kinder sind bereits ausgezogen und treten kaum in Erscheinung, dafür wohnen Sarafinas Ehemann Peter seit Staffel 2 und Sylvanas Freund Florian (Flo) seit der vierten Reihe bei der Familie.
Silvias neuer Freund Harald ist seit Staffel 6 dabei, weshalb die Wollnys nun einen Neuanfang in einem alten Hotel in Ratheim, das zu Hückelhoven gehört, wagen. Zuvor lebte die Familie in drei Wohnungen des Neusser Bauvereins im Stadtteil Dreikönigenviertel, wo die Kinder jedoch keine Einzelzimmer hatten. Die Handlung zeigt neben Alltagserlebnissen wie dem Einkauf für eine Großfamilie auch gemeinsame Urlaube und Ereignisse wie die Hochzeit der Eltern.
Im Februar 2022 wurde Lavinia Mutter einer Tochter, zusammen mit ihren Freund Tim Katzenbauer, der daraufhin ebenfalls fester Teil der Serie wurde.
Im August 2022 gab Calantha bekannt, nicht mehr in der Sendung in Erscheinung zu treten.
Zu weiteren Änderungen kam es, als die Wollnys ihren Lebensmittelpunkt teilweise verlagerten: 2023 kaufte man sich in der Türkei ein Haus, um dort mit einem Großteil der Familie sesshaft zu werden; das bisherige Familiendomizil in Ratheim wird von einem anderen Teil der Familie bewohnt.

## Ausstrahlung

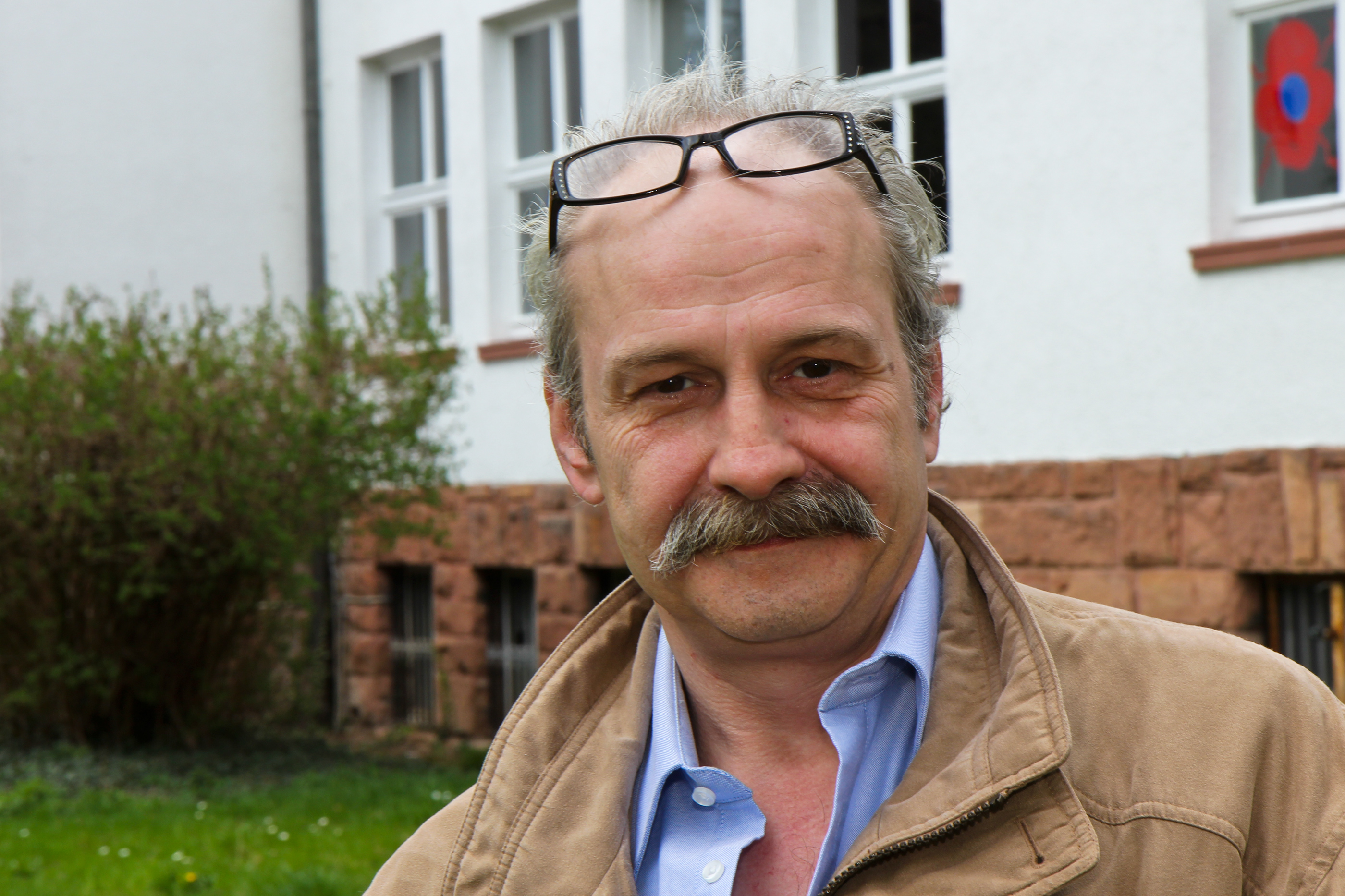
Dieter Wollny, 2013

Nachdem die Serie in der ersten Staffel Quoten über dem Senderschnitt erreicht hatte, entstand eine zweite Staffel, die vom 2. Januar bis zum 19. März 2012 zu sehen war. Die dritte wurde vom 25. Juni bis 24. Dezember 2012 abschließend mit einem Weihnachts-Special auf RTL 2 ausgestrahlt. Seit dem Start der dritten Staffel läuft die Sendung auf RTL II HD in nativem HD.
Ende September 2012 wurde bekannt, dass sich das seit 2011 verheiratete Ehepaar Wollny nach einer seit 28 Jahren bestehenden Beziehung getrennt hatte, weshalb Dieter Wollny in den Folgen der vierten Staffel nicht mehr auftrat. Diese war vom 28. Januar 2013 bis zum 12. August 2013 mit dem Zusatz Silvia allein zuhaus zu sehen. Es folgten weitere Staffeln, die 19. und bislang letzte lief vom 6. März bis zum 3. April 2024.

## Trivia
Der Untertitel der Sendung ist eine Anspielung auf die US-amerikanische Sitcom Married... with Children, auf Deutsch Eine schrecklich nette Familie. Der Schriftsteller Heinz Strunk nutzt in seinen Werken Zitate von Silvia Wollny, insbesondere unfreiwillige Verballhornungen von Sprichwörtern. Er verwendete zahlreiche Originalsätze in der Serie Last Exit Schinkenstraße (2023).

## DVD-Veröffentlichung
Die erste Staffel erschien am 10. Juli 2012. Die komplette zweite Staffel ist seit dem 10. August 2012 erhältlich.

## Ableger
Die Wollnys 2.0 – Die nächste Generation ist ein Ableger von Die Wollnys – Eine schrecklich große Familie. Der Ableger konzentriert sich auf die Beziehung zwischen Silvias Tochter Sylvana und ihrem Freund Florian. Des Weiteren wird die Bewältigung ihres Alltags mit ihrer gemeinsamen Tochter Celina-Sophie begleitet.
Lecker Schmecker Wollny ist zudem ein weiterer Ableger, in dem Silvia Wollny ein Menü kochen muss, das pro Person nur fünf Euro kosten darf. Jedes Menü besteht aus drei Gängen, die zu einem Thema (z. B. Kohl) passen müssen.

### Ausstrahlung
Die erste Staffel des neuen Ablegers wurde vom 19. August bis zum 23. September 2013 unter dem Titel Die Wollnys 2.0 – Die nächste Generation gesendet. Die zweite Staffel war vom 11. August bis zum 22. September 2014 auf RTL 2 zu sehen. Die aus 8 Folgen bestehende dritte Staffel wurde zwischen dem 21. Januar und dem 11. März 2015 ausgestrahlt.
| Staffel   | Episoden | Ausstrahlung (Deutschland) auf RTL2    |
| --------- | -------- | -------------------------------------- |
| Staffel 1 | 6        | 19. August 2013 bis 23. September 2013 |
| Staffel 2 | 8        | 11. August 2014 bis 22. September 2014 |
| Staffel 3 | 8        | 21. Januar 2015 bis 11. März 2015      |

Folgende Episodentitel wurden von der Website RTL II Now übernommen.

#### Staffel 1
| Nr. (ges.) | Nr. (St.) | Originaltitel               | Erstausstrahlung Deutschland | Zuschauer (ges.) |
| ---------- | --------- | --------------------------- | ---------------------------- | ---------------- |
| 1          | 1         | Babygeflüster               | 19. Aug. 2013                | 1,27 Mio.        |
| 2          | 2         | Proben für den Ernstfall    | 26. Aug. 2013                | 1,24 Mio.        |
| 3          | 3         | Der Auszug                  | 2. Sep. 2013                 | 1,58 Mio.        |
| 4          | 4         | Die Geburt                  | 9. Sep. 2013                 | 1,42 Mio.        |
| 5          | 5         | Allein zu Haus              | 16. Sep. 2013                | 1,52 Mio.        |
| 6          | 6         | Kleine Kinder, große Sorgen | 23. Sep. 2013                | 1,45 Mio.        |

#### Staffel 2
| Nr. (ges.) | Nr. (St.) | Originaltitel             | Erstausstrahlung Deutschland | Zuschauer (ges.) |
| ---------- | --------- | ------------------------- | ---------------------------- | ---------------- |
| 7          | 1         | Zurück zu Mama Silvia     | 11. Aug. 2014                | 1,01 Mio.        |
| 8          | 2         | Ohne Moos nix los         | 11. Aug. 2014                | 1,12 Mio.        |
| 9          | 3         | Babyalarm Nr. 2           | 18. Aug. 2014                | 1,02 Mio.        |
| 10         | 4         | Vergessen – Verzeihen     | 25. Aug. 2014                | 1,17 Mio.        |
| 11         | 5         | Dschungelfieber!          | 1. Sep. 2014                 | 1,20 Mio.        |
| 12         | 6         | Die Erfindung             | 8. Sep. 2014                 | 1,16 Mio.        |
| 13         | 7         | Der unbekannte Verehrer   | 15. Sep. 2014                | 1,14 Mio.        |
| 14         | 8         | Das Glück auf vier Rädern | 22. Sep. 2014                | 1,10 Mio.        |

#### Staffel 3
| Nr. (ges.) | Nr. (St.) | Originaltitel                   | Erstausstrahlung Deutschland | Zuschauer (ges.) |
| ---------- | --------- | ------------------------------- | ---------------------------- | ---------------- |
| 15         | 1         | Flirten will gelernt sein       | 21. Jan. 2015                | 0,99 Mio.        |
| 16         | 2         | Verliebt, verlobt, verheiratet? | 28. Jan. 2015                | 1,21 Mio.        |
| 17         | 3         | Die Hochzeitsplanungen          | 4. Feb. 2015                 | 0,94 Mio.        |
| 18         | 4         | Verzockt – aus der Traum!       | 11. Feb. 2015                | 1,06 Mio.        |
| 19         | 5         | Haushalts-Coach Silvia          | 18. Feb. 2015                | 1,25 Mio.        |
| 20         | 6         | Die Partyhütte                  | 25. Feb. 2015                | 1,16 Mio.        |
| 21         | 7         | Zahnweh                         | 4. März 2015                 | 0,90 Mio.        |
| 22         | 8         | Biker-Lifestyle                 | 11. März 2015                | 1,07 Mio.        |